# Pieta van Dishoeck
Pieta Roberta van Dishoeck (Hilversum, 13 de mayo de 1972) es una deportista neerlandesa que compitió en remo.
Participó en los Juegos Olímpicos de Sídney 2000, obteniendo dos medallas de plata, en las pruebas de doble scull y ocho con timonel. Ganó dos medallas en el Campeonato Mundial de Remo, en los años 1998 y 1999.

## Palmarés internacional
| Juegos Olímpicos   | Juegos Olímpicos        | Juegos Olímpicos  | Juegos Olímpicos |
| Año                | Lugar                   | Medalla           | Prueba           |
| ------------------ | ----------------------- | ----------------- | ---------------- |
| 2000               | Sídney (Australia)      | Medalla de plata  | Doble scull      |
| 2000               | Sídney (Australia)      | Medalla de plata  | Ocho con timonel |
| Campeonato Mundial |                         |                   |                  |
| Año                | Lugar                   | Medalla           | Prueba           |
| 1998               | Colonia (Alemania)      | Medalla de plata  | Doble scull      |
| 1999               | St. Catharines (Canadá) | Medalla de bronce | Doble scull      |